# A. Film
 Der er for få eller ingen kildehenvisninger i denne artikel, hvilket er et problem. Du kan hjælpe ved at angive troværdige kilder til de påstande, som fremføres i artiklen.

A. Film A/S er et dansk animationsstudio i København, som startede i 1988. A. Film A/S er Skandinaviens største animationsstudio[kilde mangler], som har specialiseret sig i både gammeldags tegnefilmsteknik og computeranimation. A. Film blev startet af animatorerne Stefan Fjeldmark, Karsten Kiilerich, Jørgen Lerdam og Hans Perk og producer Anders Mastrup, som også stod bag animationsfilmen Valhalla fra 1986. A. Film laver animation til både film, tv-serier og reklamer. A. Film laver film sammen med Nordisk Film. A. Film har også været med til at lave udenlandske animationsfilm.

## Filmografi

### Tegnefilm
- Jungledyret (1993)
- Jungledyret Hugo 2 - den store filmhelt (1996)
- Hjælp! Jeg er en fisk (2000)
- Asterix Og Vikingerne (2006)

### Computeranimerede film
- Terkel i knibe (2004)
- Den grimme ælling og mig (2006)
- Jungledyret Hugo 3 - fræk, flabet og fri (2007)
- Rejsen til Saturn (2008)
- Niko og de flyvende rensdyr (2008)
- Olsen-banden på de bonede gulve (2010)
- Niko 2 - De flyvende brødre (2012)
- Olsen-banden på dybt vand (2013)
- Albert (2015)
- Ternet Ninja (2018)

### TV-serier
- Trolderi (1999)
- Jungledyret Hugo (2003-2004)
- Der var engang... (2004-2005)
- Den grimme ælling og mig (2006)